# Diócesis de Caserta
La diócesis de Caserta (en latín: Dioecesis Casertana y en italiano: Diocesi di Caserta) es una circunscripción eclesiástica de la Iglesia católica en Italia. Se trata de una diócesis latina, sufragánea de la arquidiócesis de Nápoles. Desde el 19 de diciembre de 2020 su obispo es Pietro Lagnese.

## Territorio y organización

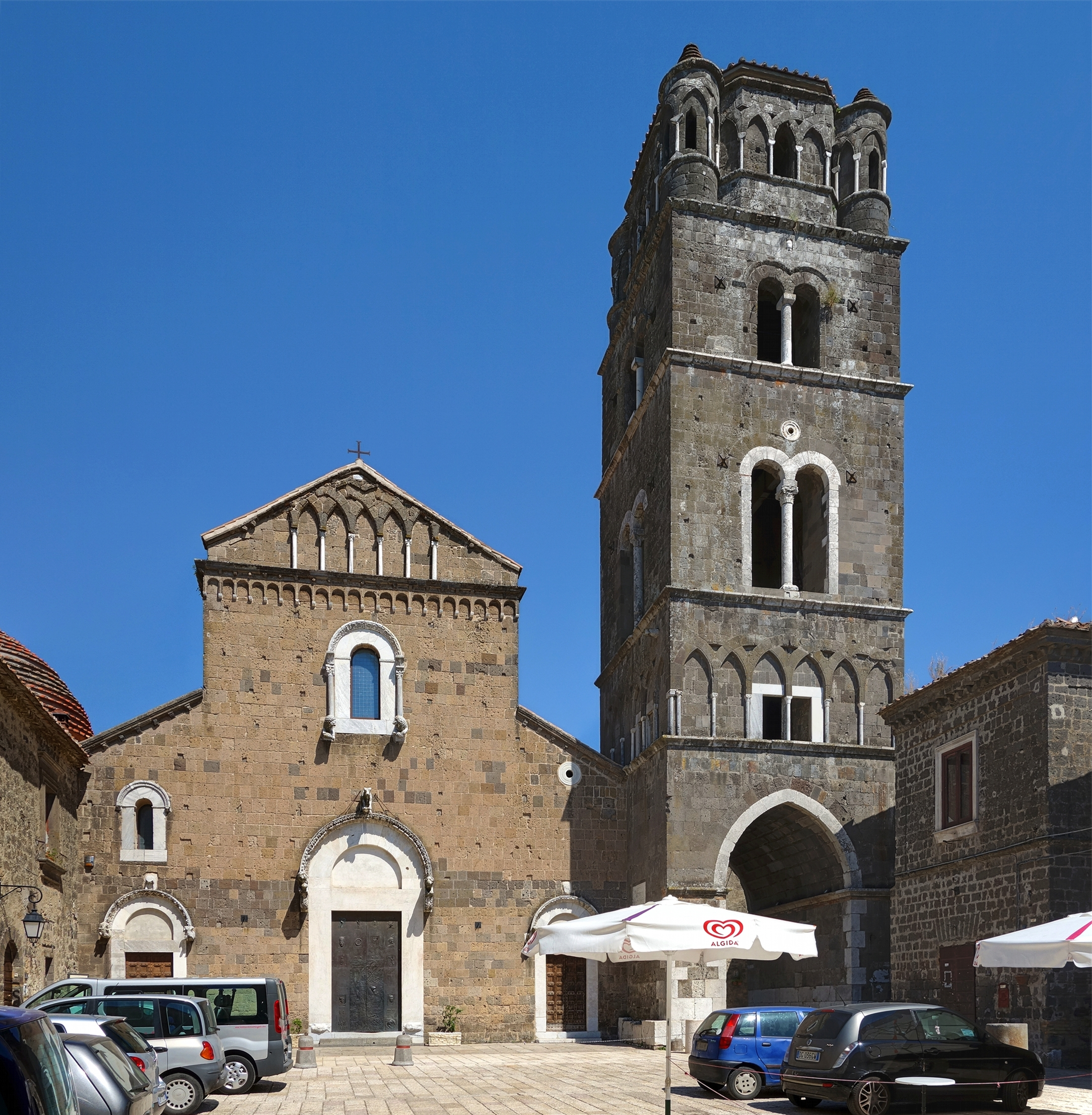
Excatedral de San Miguel Arcángel, en Casertavecchia

La diócesis tiene 182 km² y extiende su jurisdicción sobre los fieles católicos de rito latino residentes en parte de la región de Campania, comprendiendo: la comuna de Limatola en la provincia de Benevento, y el territorio de algunas comunas de la provincia de Caserta: Caserta (excepto las localidades de Portico y de Ercole, que pertenecen a la arquidiócesis de Capua), Capodrise, Maddaloni, Recale, San Marco Evangelista, San Nicola la Strada; parte de las comunas de Casagiove, Castel Morrone y Marcianise (el resto de sus territorios son parte de la arquidiócesis de Capua); y la fracción de La Vittoria en la comuna de Cervino.
Confina con las diócesis de Alife-Caiazzo al norte, Cerreto Sannita-Telese-Sant'Agata de' Goti al noreste, Acerra al sudeste, Aversa al sudoeste y la arquidiócesis de Capua al oeste.
La sede de la diócesis se encuentra en la ciudad de Caserta, en donde se halla la Catedral de San Miguel Arcángel. En Maddaloni se halla la basílica del Corpus Domini y en Casertavecchia la excatedral de San Miguel Arcángel, que fue la catedral hasta 1841.
En 2023 en la diócesis existían 67 parroquias agrupadas en 5 foranías: Caserta centro, Caserta nordest, Casertavecchia, Maddaloni y Marcianise.

## Historia
Las primeras informaciones ciertas sobre la diócesis se remontan al siglo XII: en una bula del arzobispo de Capua Senne (o Sennete), fechada en 1113, la jurisdicción perpetua de su sufragáneo, el obispo Rainulfo, y de sus sucesores sobre el 133 iglesias de la diócesis de Caserta, cuyas fronteras eran limitadas. En el mismo documento se hace referencia a los predecesores de Rainulfo, pista que sugeriría un origen más antiguo de la diócesis.
De hecho, se cree que los obispos de la diócesis de Calatia se trasladaron a Caserta para escapar de los saqueos de los sarracenos que provocaron la destrucción de la ciudad en 880. La confirmación de la continuidad entre los dos obispados se encuentra en un diploma de 1158 conservado en la Abadía de Cava y en el que el obispo Giovanni de Caserta donó a la abadía las iglesias de Santa María y San Marciano en Cervino e impuso al abad la obligación de reconocer haber recibió las dos iglesias en Casertana seu a Calatina Ecclesia. Además, su predecesor, Nicola I, es nombrado Episcopus Kalatus en el memorial de Notar De Zibullis.
La bula de Senne circunscribió con precisión los límites de la diócesis de Caserta, que, además del territorio de Calatia, incluía también el condado de Caserta, que anteriormente formaba parte de la sede de Capua. «De la bula y de los documentos posteriores de 1158 y 1208 se deducen los límites geográficos de la diócesis, que estaban delimitados al norte por el Volturno, al sur por el Clanio y por la red de riachuelos posteriormente llamada Regi Lagni, al oeste con el monte Cupo y al este con el arroyo Biferchia, con el arroyo Colle Serqua Cupa y con el monte Longano.»
En la localidad hoy conocida como Casertavecchia, bajo el episcopado de Rainulfo en 1113, se inició la construcción de la antigua catedral románica de San Miguel Arcángel, que fue consagrada por el obispo Giovanni I en 1153. Casertavecchia se convirtió en el principal centro religioso de la diócesis, con la construcción de otras iglesias y el palacio episcopal.
Durante el siglo XIII el poder y el prestigio de los obispos de Caserta crecieron, en particular debido a la alianza de la Iglesia con los angevinos, mientras que el sistema feudal local permaneció fiel a los suevos, hasta entonces gobernantes del sur. Quien pagó el precio fue el obispo Giovanni Gayto, cuya elección fue anulada por haber prestado juramento al conde Corradello de Caserta, cuya acción, precisamente a causa de la alianza con los Hohenstaufen, fue obstaculizada a toda costa. El obispo Felipe, sin embargo, que se negó a prestar juramento a Corradello, se vio obligado a huir de Caserta y refugiarse en Nápoles, en la corte de Carlos I de Anjou.
El poder de los obispos de Caserta también prosperó gracias a la concesión de importantes privilegios, en particular el derecho a recaudar impuestos y diezmos, confirmado por Carlos de Anjou en 1270, y el derecho a ejercer la justicia civil. Estos privilegios fueron causa de amargos enfrentamientos con los señores feudales locales, que se negaron a pagar diezmos y otros impuestos a la Iglesia. El 1 de diciembre de 1285 el obispo Nicola Flure hizo colocar un epígrafe de mármol en el muro sur de la catedral imponiendo una excomunión a quienes socavaran el derecho de propiedad de los molinos y propiedades diocesanas de la diócesis. Su sucesor Azzone da Parma tuvo que afrontar largas disputas con los condes Caetani, nuevos señores de Caserta, para defender sus derechos y los de la Iglesia; en 1304 Carlos II de Anjou confirmó los derechos de Azzone.
A partir del siglo XIV, Casertavecchia, encaramada en la montaña, perdió su importancia en favor de las zonas llanas, donde se desarrollaron nuevos centros habitados. Los condes de Caserta ya se habían trasladado al pueblo de Torre, primer núcleo de la futura Caserta, llamado nuevo para distinguirlo del antiguo centro condal y episcopal. Los obispos también prefirieron residir en otro lugar y, desde finales del siglo XVI, en Falciano, donde poseían el Palacio de la Cavallerizza, donado por el rey Fernando I de Nápoles al obispo Giovanni Leoni Gallucci (1476-1493).
El siglo XVI es la época de la difusión de las ideas luteranas, que vio la acción de varios reformadores en las zonas napolitanas y de Caserta, entre ellos Gian Francesco Alois, condenado como hereje en 1565. La Iglesia respondió convocando el Concilio de Trento, donde se reiteró y aclaró la doctrina católica y se tomaron medidas para reformar la Iglesia católica. El obispo de Caserta Agapito Bellomo participó en el concilio y, a su regreso a su patria, fundó, entre los primeros en Italia, el seminario episcopal, erigido en Casertavecchia entre 1567 y 1573. El propio Bellomo también fue responsable de la primera visita pastoral a la diócesis en 1587 y de la celebración del sínodo tres años después.
Los sucesores de Bellomo, Benedetto Mandina (1594-1604) y Diodato Gentile (1604-1616), continuaron el trabajo de implementación de los decretos de reforma tridentina. El primero era miembro del colegio de la Inquisición: como tal estuvo presente en la lectura de la sentencia de muerte de Giordano Bruno y estuvo entre los jueces del proceso contra Tommaso Campanella; en uno de sus informes para la visita ad limina de 1594, todavía expresaba su preocupación por la presencia de seguidores de la "secta de calvinistas y luteranos" en su diócesis. Mandina también fue responsable de una acción enérgica contra los abusos del clero, y en particular de los religiosos, mientras que los intentos de racionalizar la distribución de las parroquias entre la arquidiócesis de Capua y la sede de Caserta fueron en vano.
A principios del siglo XVII, durante el episcopado de Diodato Gentile, la residencia del obispo fue trasladada formal y definitivamente a la actual aldea de Falciano, cerca del actual núcleo de Caserta, en el Palazzo della Cavallerizza, mientras que el cabildoo de los canónigos, la catedral y el seminario permanecieron en Casertavecchia. Fue un siglo opaco para la diócesis, marcado por frecuentes malentendidos entre los obispos y el cabildo, por la degradación económica y por la peste de 1656 que diezmó a la población.
Una redención se produjo a principios del siglo XVIII, con el obispo Giuseppe Schinosi (1696-1734) que, consciente de los problemas y dificultades de sus fieles, intentó combatir la pobreza extrema y las prácticas pseudorreligiosas generalizadas, con una serie de iniciativas para mejorar las condiciones sociales y religiosas; entre ellos, merece especial mención el establecimiento de misiones populares con la ayuda de misioneros externos a la diócesis; la fundación en Falciano de un colegio, llamado "seminario mayor", donde enseñaron ilustres profesores; la fundación de una biblioteca diocesana abierta también a los laicos; la revitalización de antiguos centros monásticos, incluido el convento de Sant'Agostino, confiado a las monjas dominicas.
Un momento importante en la historia de la diócesis fue la fundación del palacio de Caserta, encargado por Carlos de Borbón, cuya primera piedra fue colocada el 20 de enero de 1752. La nueva ciudad de Caserta se formó alrededor del palacio, mediante la absorción de centros habitados anteriores, incluida Torre. Se construyeron nuevos edificios, incluidas varias iglesias. Con la restauración posnapoleónica, Torre tomó oficialmente el nombre de Caserta, lo que supuso un nuevo duro golpe para la antigua Casertavvecchia.
A principios del siglo XIX, tras el concordato de Terracina entre el papa Pío VII y Fernando I de Borbón, con la bula De utiliori del 27 de junio de 1818, el papa suprimió la diócesis de Caiazzo y fusionó su territorio con el de Caserta; sin embargo, el 16 de diciembre de 1849 mediante la bula Se semper optandum el papa Pío IX restableció el obispado caiatino y su distrito volvió a separarse de la diócesis de Caserta.
El 15 de julio de 1841, mediante la bula Inter apostolicae del papa Gregorio XVI, la silla episcopal fue trasladada de Casertavecchia a la nueva ciudad, en un edificio construido por los Borbones en el lugar de la antigua iglesia gótica de la Anunciación. En el mismo período, la finca episcopal de Falciano fue cedida a Fernando II.
Huyendo de los Estados Pontificios, la noche de Navidad de 1849 Caserta vio la presencia del papa Pío IX, que celebró misa en la capilla palatina del palacio.
El desarrollo urbano de Caserta se detuvo con la Unificación de Italia: de la ciudadela religiosa planificada, que debía incluir la catedral, el seminario y el palacio episcopal, sólo se había terminado el palacio episcopal. En el siglo XX el proyecto fue definitivamente abandonado y el suntuoso palacio fue abandonado por el obispo Bartolomeo Mangino y vendido por el obispo Vito Roberti. En 1860, los dos seminarios, el de Casertavecchia y el de Falciano, querido por el obispo Schinosi, se reunieron en un nuevo edificio, en el antiguo convento carmelita.
El 30 de abril de 1979, junto con la arquidiócesis de Capua, Caserta se convirtió en sufragánea de la arquidiócesis de Nápoles.
Desde el 11 de diciembre de 2023 está unida in persona episcopi a la arquidiócesis de Capua.

## Estadísticas
Según el Anuario Pontificio 2024 la diócesis tenía a fines de 2023 un total de 201 800 fieles bautizados.
| Año                                                                             | Población            | Población | Población      | Sacerdotes | Sacerdotes    | Sacerdotes    | Bautizados por sacerdote | Diáconos permanentes | Religiosos | Religiosos | Parroquias |
| Año                                                                             | Bautizados católicos | Total     | % de católicos | Total      | Clero secular | Clero regular | Bautizados por sacerdote | Diáconos permanentes | Varones    | Mujeres    | Parroquias |
| ------------------------------------------------------------------------------- | -------------------- | --------- | -------------- | ---------- | ------------- | ------------- | ------------------------ | -------------------- | ---------- | ---------- | ---------- |
| 1950                                                                            | 108 643              | 108 700   | 99.9           | 148        | 108           | 40            | 734                      |                      | 26         | 162        | 52         |
| 1956                                                                            | 101 185              | 101 236   | 99.9           | 130        | 92            | 38            | 778                      |                      | 38         | 168        | 53         |
| 1969                                                                            | 130 700              | 131 000   | 99.8           | 125        | 82            | 43            | 1045                     |                      | 51         | 156        | 47         |
| 1980                                                                            | 144 000              | 146 000   | 98.6           | 119        | 75            | 44            | 1210                     | 1                    | 51         | 160        | 60         |
| 1990                                                                            | 193 000              | 196 000   | 98.5           | 99         | 65            | 34            | 1949                     | 2                    | 36         | 132        | 62         |
| 1999                                                                            | 206 000              | 208 000   | 99.0           | 96         | 66            | 30            | 2145                     | 10                   | 31         | 173        | 62         |
| 2000                                                                            | 206 000              | 208 000   | 99.0           | 98         | 66            | 32            | 2102                     | 10                   | 33         | 163        | 62         |
| 2001                                                                            | 217 000              | 220 000   | 98.6           | 102        | 68            | 34            | 2127                     | 17                   | 35         | 151        | 63         |
| 2002                                                                            | 219 000              | 222 000   | 98.6           | 98         | 67            | 31            | 2234                     | 24                   | 32         | 151        | 64         |
| 2003                                                                            | 215 000              | 220 000   | 97.7           | 99         | 67            | 32            | 2171                     | 29                   | 37         | 163        | 64         |
| 2004                                                                            | 215 000              | 220 000   | 97.7           | 100        | 68            | 32            | 2150                     | 29                   | 42         | 163        | 64         |
| 2006                                                                            | 190 000              | 200 000   | 95.0           | 112        | 68            | 44            | 1696                     | 33                   | 47         | 163        | 66         |
| 2013                                                                            | 202 700              | 214 000   | 94.7           | 119        | 75            | 44            | 1703                     | 44                   | 47         | 153        | 66         |
| 2016                                                                            | 206 900              | 218 400   | 94.7           | 103        | 70            | 33            | 2008                     | 43                   | 35         | 150        | 67         |
| 2019                                                                            | 192 000              | 210 000   | 91.4           | 91         | 66            | 25            | 2109                     | 40                   | 30         | 232        | 65         |
| 2021                                                                            | 204 590              | 210 100   | 97.4           | 90         | 65            | 25            | 2273                     | 40                   | 30         | 96         | 67         |
| 2023                                                                            | 201 800              | 209 000   | 96.6           | 91         | 67            | 24            | 2217                     | 37                   | 31         | 87         | 67         |
| Fuente: Catholic-Hierarchy, que a su vez toma los datos del Anuario Pontificio. |                      |           |                |            |               |               |                          |                      |            |            |            |

## Episcopologio
- Rainulfo † (atestiguado de 1113 a 1126)[nota 4]
- Nicola † (atestiguado en 1130)
- Giovanni I † (atestiguado de 1153 a 1164)
- Porfirio † (atestiguado de 1178 a 1183)[19]
- Stabile † (documentado en 1208)[20]
  - Gerolamo † (atestiguado de 1217 a 1219) (intruso)[nota 5]
- Andrea de Capua † (atestiguado de 1221 a 1240)[nota 6]
- Ruggero de Caserta † (1241-9 de marzo de 1264 falleció)[nota 7]
  - Sede vacante (1264-1267)[nota 8]
  - Giovanni Gayto (1267) (obispo electo)[nota 9]
- Filippo, O.F.M. † (enero de 1268-después de 1274)[21]
- Nicola Flure † (atestiguado de 1277 a 1286)[nota 10]
- Azzone da Parma † (antes de 1289-11 de febrero de 1310 falleció)[22]
- Antonio, O.F.M. † (atestiguado de 1310 a 1319)[nota 11]
- Benvenuto de Milo † (atestiguado en 1322-circa 1343 falleció)[nota 12]
- Nicola di Sant'Ambrogio, O.F.M. † (14 de junio de 1344-23 de marzo de 1351 nombrado obispo de Sant'Agata de' Goti)[nota 13]
- Giacomo Martono † (23 de marzo de 1351-? falleció)[nota 14]
- Nicola Solimene † (16 de junio de 1374-? falleció)[nota 15]
  - Lisulo † (antiobispo electo)
  - Giovanni de Achillo † (23 de diciembre de 1394-?) (antiobispo)[nota 16]
- Ludovico de Lando † (atestiguado de 1397 a 1403)[nota 17]
- Logerio o Rogerio † (1413-1415 falleció)
- Giovanni Acresta, O.P. † (28 de abril de 1415-circa 1450 falleció)
- Stefano de Raho † (1450-?)
- Giovanni II † (atestiguado en 1456)[nota 18]
- Francesco (Cecco) da Pontecorvo, O.F.M. † (5 de noviembre de 1459-junio de 1476 falleció)[nota 19]
- Giovanni Leoni Gallucci † (23 de diciembre de 1476-23 de agosto de 1493 nombrado obispo de L'Aquila)
- Giovanni Battista Petrucci † (18 de octubre de 1493-1514 falleció)
- Giambattista Boncianni † (29 de octubre de 1514-1532 falleció)
- Pierre Lambert † (10 de febrero de 1533-1541 falleció)
- Girolamo Verallo † (4 de octubre de 1541-14 de noviembre de 1544 nombrado obispo de Rossano)
- Girolamo Dandino † (14 de noviembre de 1544-17 de mayo de 1546 nombrado obispo de Imola)
- Marzio Cerbone † (27 de mayo de 1546-1549 falleció)
- Bernardino Maffei † (7 de junio de 1549-9 de noviembre de 1549 nombrado arzobispo de Chieti)
- Federico Cesi † (9 de noviembre de 1549-14 de julio de 1550 renunció)[23]
- Antonio Bernardo de Mirandola † (12 de febrero de 1552-1554 renunció)
- Agapito Bellomo † (5 de diciembre de 1554-1594 falleció)
- Benedetto Mandina, C.R. † (31 de enero de 1594-2 de julio de 1604 falleció)
- Diodato Gentile, O.P. † (9 de julio de 1604-1616 falleció)
- Antonio Diaz † (18 de mayo de 1616-antes del 31 de marzo de 1626 renunció)
- Giuseppe da Cornea (o Della Corgna), O.P. † (27 de mayo de 1626-22 de septiembre de 1636 nombrado obispo de Squillace)
- Fabrizio Suardi † (9 de febrero de 1637-abril de 1638 falleció)[nota 20]
- Antonio Ricciulli † (7 de febrero de 1639-27 de noviembre de 1641 nombrado arzobispo de Cosenza)
- Bruno Sciamanna † (10 de marzo de 1642-1646 falleció)[nota 21]
- Bartolomeo Crisconio † (6 de mayo de 1647-16 de abril de 1660 falleció)
- Giambattista Ventriglia † (20 de septiembre de 1660-23 de diciembre de 1662 falleció)
- Giuseppe de Ausilio † (2 de julio de 1663-28 de julio de 1668 falleció)
- Bonaventura Cavallo, O.F.M. † (10 de diciembre de 1668-10 de junio de 1689 falleció)
- Ippolito Berarducci, O.S.B. † (8 de mayo de 1690-25 de septiembre de 1695 falleció)[nota 22]
- Giuseppe Schinosi † (20 de febrero de 1696-14 de septiembre de 1734 falleció)
- Ettore de Quarto † (17 de noviembre de 1734-10 de mayo de 1747 falleció)
- Antonio Falangola † (29 de mayo de 1747-25 de marzo de 1761 falleció)
- Gennaro Maria Albertini, C.R. † (13 de julio de 1761-26 de mayo de 1766 falleció)
- Nicola Filomarino, O.S.B.Coel. † (31 de agosto de 1767-4 de septiembre de 1781 falleció)
- Domenico Pignatelli di Belmonte, C.R. † (25 de febrero de 1782-29 de marzo de 1802 nombrado arzobispo de Palermo)
  - Sede vacante (1802-1805)
- Vincenzo Rogadei † (26 de junio de 1805-15 de marzo de 1816 falleció)
- Francesco Saverio Gualtieri † (6 de abril de 1818-15 de junio de 1831 falleció)
- Domenico Narni Mancinelli † (24 de febrero de 1832-17 de abril de 1848 falleció)
- Vincenzo Rozzolino † (28 de septiembre de 1849-10 de noviembre de 1855 falleció)
- Enrico de' Rossi † (16 de junio de 1856-12 de junio de 1893 renunció)
- Gennaro Cosenza † (12 de junio de 1893-4 de marzo de 1913 nombrado arzobispo de Capua)
- Mario Palladino † (4 de junio de 1913-17 de octubre de 1921 falleció)
- Natale Gabriele Moriondo, O.P. † (19 de mayo de 1922-1 de junio de 1943 renunció)[nota 23]
- Bartolomeo Mangino † (18 de febrero de 1946-26 de mayo de 1965 falleció)
- Vito Roberti † (15 de agosto de 1965-6 de junio de 1987 retirado)
- Francesco Cuccarese (6 de junio de 1987-21 de abril de 1990 nombrado arzobispo de Pescara-Penne)
- Raffaele Nogaro (20 de octubre de 1990-25 de abril de 2009 retirado)
- Pietro Farina † (25 de abril de 2009-24 de septiembre de 2013 falleció)
- Giovanni D'Alise † (21 de marzo de 2014-4 de octubre de 2020 falleció)[nota 24]
- Pietro Lagnese, desde el 19 de diciembre de 2020

### Para la cronología
- (en latín) Ferdinando Ughelli, Italia sacra, vol. VI, segunda edición, Venecia, 1720, col. 483-531
- (en italiano) Diocesi di Caserta, Cronologia dei vescovi casertani, Società di Storia Patria di Terra di Lavoro, 1984
- (en italiano) Tommaso Laudando, Storia dei Vescovi della Diocesi di Caserta, reimpresión editada por la Biblioteca del Seminario Vescovile di Caserta, Caserta, 1996
- (en latín) Pius Bonifacius Gams, Series episcoporum Ecclesiae Catholicae, Graz, 1957, pp. 870-871
- (en latín) Konrad Eubel, Hierarchia Catholica Medii Aevi, vol. 1, p. 169; vol. 2, p. 119; vol. 3, pp. 155-156; vol. 4, p. 138; vol. 5, p. 146; vol. 6, p. 152